# Atomaria fasciata
Atomaria fasciata is een keversoort uit de familie harige schimmelkevers (Cryptophagidae). De wetenschappelijke naam van de soort werd in 1846 gepubliceerd door Friedrich Anton Kolenati.